# زاغی (نقاشی مونه)
زاغی (فرانسوی: La Pie‎) که گاهی با نامِ کلاغ زاغی هم شناخته می‌شود، یک نقاشی چشم‌انداز رنگ روغن بر روی بوم، اثر نقاشِ امپرسیونیسم فرانسه، کلود مونه است که در طولِ زمستانِ سال ۱۸۶۸ تا ۱۸۶۹ میلادی، نزدیکِ کُمون اِترِتات منطقهٔ نرماندی و به شیوهٔ طراحی در فضای باز طرح گردید. لوئی یواخیم گودیبرت که حامیِ مونِه بود در جهتِ اجارهٔ خانه‌ای در این منطقه برای مونِه و دوست دخترش کامیل دونسیو و فرزندِ تازه متولد شدهٔ آن‌ها کمک شایانی نمود. ابعاد این نقاشی مونِه (۸۹ × ۱۳۰) سانتیمتر می‌باشد.

## تاریخچه
بین سال‌های ۱۸۶۷ تا ۱۸۹۳، نقاشی‌های بسیاری با درونمایهٔ برف و زمستان توسطِ هُنرمندان از جمله آلفرد سیسلی و کامی پیسارو طرح گردید. همچنین آثارِ مُشابه کمتری از رنوار، گوستاو کایبوت و پل گوگن هم موجود است. مورخانِ هُنری معتقدند که یک سِری از زمستان‌های شدید و پُر برف در فرانسه، به افزایشِ تعدادِ مناظرِ زمستان تولید شده توسطِ نقاشانِ امپرسیونیسم کمک بسیاری کرده‌است.

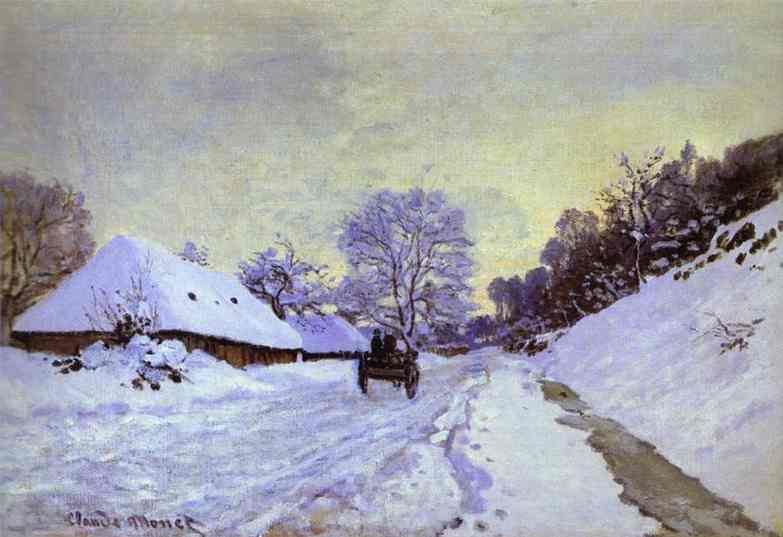
تابلوی گاری، یکی دیگر از منظره نِگاری‌های برفی مونِه، تَشابه سایه‌های آبیِ این اثر و نقاشی زاغی

تابلوی زاغیِ مونِه یکی از حدود ۱۴۰ منظره‌نگاری نقاش با سوژهٔ چشم‌اندازِ برف و یخبندان می‌باشد. اولین منظره‌نِگاری برفی نقاش، تابلوی گاری خرید در جادهٔ برفی هانفلور می‌باشد که در چند نقاشیِ مجتمع در سال‌های ۱۸۶۵ تا ۱۸۶۷ طرح گردید. پس از طرحِ یک سِری قابل توجه از منظره نِگاری‌های برفی در همان سال که سر آغاز طرحِ دیگر یعنی تابلوی مسیرِ مزرعهٔ سن سیمئون در زمستان بود، تابلویِ زاغی که بزرگترین نقاشی از مجموعه نقاشی‌های‌های زمستانیِ مونِه بود در سال ۱۸۶۹ طراحی و تکمیل گردید که دنباله روِ تابلوی شِنل قرمز (۱۸۶۹–۱۸۷۱) نقاشیِ زمستانی و شناخته شدهٔ دیگرِ مونِه با مدل قرار گرفتن کامیل دانسیو می‌باشد.
تابلوی کرباسِ زاغی مونه به تصویر می‌کشد یک زاغی سیاه تنها را که بر رویِ دروازهٔ یک پرچین چوبی نشسته، نور درخشندهٔ خورشید بر برف تازه باریده می‌تابد که در جاهایی مُنجر به ایجادِ سایه‌های آبی رنگ شده، این حالت از رنگ‌آمیزی مونِه بعدها به یکی از ویژگی‌های امپرسیونیسم تبدیل گردید، در حقیقت مونِه و سبکِ امپرسیونیسم، نشانگرانِ سایه‌های رنگی در جهتِ نمایش دادنِ برداشتِ واقعی از نِما و چشم‌انداز بودند، تغییر در شرایطِ تابشِ نور و سایه‌های ایجاد شده توسط آن در طبیعت به خوبی در نقاشی انعکاس یافته که به عنوانِ یک پدیدهٔ چالش‌برانگیز کُنوانسیونِ دانشگاهی از نقاشیِ سیاه و سفید و انعکاس سایه در آن‌ها می‌باشد، این نظریهٔ ذهنی ادراک رنگ از طریقِ آثار گوته و میشل اوژن شورول پیش از آن قرن به دنیای هنر معرفی شده بود، در آن زمان، استفادهٔ مونه از ترکیبِ نور و رنگ مُنجر به رَدِ آن توسط سالن پاریس به سال ۱۸۶۹ گردید، امروزه مُورخان هنر طبقه‌بندی، تابلوی زاغی اثرِ مونِه را به عنوانِ یکی از بهترین منظره نِگاری‌های برفی او می‌دانند، تابلو تا زمانِ افتتاح و بازگشایی موزهٔ اورسی در سال ۱۹۸۴ در مجموعه‌ای خصوصی نگهداری گردید، امروزه و در موزهٔ اورسی این نقاشی یکی از محبوبترین نقاشی‌های دائمی گالِری است.

## زمینهٔ اثر
در اواخر سال ۱۸۵۰ که فرانسه چشم‌انداز نقاش دیگر یعنی اوژن بودن (۱۸۲۴–۱۸۹۸) بود، مونه اقدام به معرفی هنر نقاشی در هوای آزاد یا فضای باز با استفاده از نور طبیعی و الهام گرفته از طبیعت نمود، اختراع لولهٔ پیش‌ساخته تحت عنوان تیوپ فلزی رنگ روغن که در سال ۱۸۴۱ و سه‌پایه‌های قابل حمل، ارمغان جدیدی برای نقاشی بود که تا پیش از آن محدود به هنرکده و استودیو بود و حالا دیگر می‌توانستند که بوم نقاشی را به بیرون ببرند و در فضای باز بر پا سازند، بودن و مونه به همراه یکدیگر طبیعت تابستان سال ۱۸۵۸ را بر پردهٔ نقاشی رسم کردند، بودن نیز همانند مونه نقاشی بیرون از فضای منزل یا استودیو را می‌پسندید، در کنوانسیونی در همان زمان به نام اگر من تبدیل به نقاش شدم مونه گفته بود که من آن را مدیون بودن هستم.
نقاشی چشم‌انداز نقاش هلندی یوهان بارتولد جانکایند تحت تأثیر هر دو نقاش یعنی بودن و مونه بود که در اوایل به توسعهٔ امپرسیونیسم کمک بسیاری کرد، پس از ملاقات جانکایند در سن آدرس به سال ۱۸۶۲، مونه علاقمند به بازآفرینی ایدهٔ جانکایند در مورد شرایط در حال تغییر نور چشم‌انداز در برابر رنگ طبیعی نور محلی (مکان و فضای طراحی) گردید، این روش جدید از نگرش تازه به سوژهٔ طراحی، به یک جابجایی از درک مفهومی به یک رویکرد ادراکی گردید که مثال بارز آن را در بیست و پنج طراحی مونه با پیش زمینه و سوژهٔ کومه‌های یونجهٔ هستیم

## واژگان
1. ↑  Claude Monet
2. ↑  commune of Étretat
3. ↑  Normandy
4. ↑  Louis Joachim Gaudibert
5. ↑  Camille Doncieux
6. ↑  Alfred Sisley
7. ↑  Camille Pissarro
8. ↑  Pierre-Auguste Renoir
9. ↑  Gustave Caillebotte
10. ↑  Paul Gauguin
11. ↑  A Cart on the Snowy Road at Honfleur
12. ↑  Road by Saint-Simeon Farm in Winter
13. ↑  The Red Cape